# Szabó Sándor (filozófus)
Szabó Sándor (Betlen, 1930. november 14. –) filozófus, egyetemi docens, szerkesztő, politikai és szakcikkek írója, könyvkiadó igazgatója.

## Életútja
1949-ben érettségizett Kolozsváron, a Bolyai Tudományegyetem Filozófia Karán szerzett diplomát 1954-ben, majd Bukarestben kandidátusi címet (1958). Pályáját a Bolyai Tudományegyetemen kezdte mint tanársegéd, majd a bukaresti Társadalomtudományi Intézet ösztöndíjas aspiránsa (1954–58), 1958–66 között szerkesztő, rovatvezető a Korunknál, a BBTE adjunktusa, majd docense (1959–71). A BBTE-en bevezette a matematikai logika kurzust magyar és román nyelven. Közben 1966–71 között az RKP Kolozs Tartományi, majd Megyei Bizottságában a propagandaosztály vezetője, 1971–89 között Bukarestben az RKP Központi Bizottságánál a propagandaosztály helyettes vezetője. 1990-ben nyugdíjazták. 1992-től a bukaresti Polimark Könyvkiadó igazgatója.

## Munkássága
Első írását a kolozsvári Igazság közölte 1952-ben; tanulmányai főként a Korunkban, emellett az Utunk, Előre, a Tînărul Leninist, Astra c. lapokban jelentek meg. Ezekben az ember helyét és szerepét vizsgálta a tudományos-műszaki forradalomban (Korunk, 1961/5, 1962/5, 1965/12), új tudományágakat mutatott be (Korunk, 1963/2, 1964/2), a lélektan és logika kérdéseit taglalta (Korunk, 1965/10, 1966/3). A hazai magyar sajtóban elsőként ismertette és méltatta a kibernetikát. Szerkeszti a Polimark Könyvkiadó Psihologia vieţii cotidiene sorozatát.

## Angolból románra fordított kötetei
- A. Pease: Limbajul trupului (Bukarest, 1993);
- A. Pease: Lumea formelor (Bukarest, 1993);
- P. Hauck: Gelozia (Bukarest, 1994);
- W. Dryden: Cum poate fi depăşit sentimentul de vinovăţie (Bukarest, 1999); *W. Dryden: Cum poate fi depăşită starea de supărare (Bukarest, 2000);
- O istorie culturală a gesturilor (Bukarest, 2002); ezek mind fent említett sorozatban (Psihologia vieţii cotidiene) jelentek meg.